# Stephen Boyd
William Millar, bardziej znany jako Stephen Boyd (ur. 4 lipca 1931 w Glengormley, zm. 2 czerwca 1977 w Northridge) – północnoirlandzki aktor filmowy.
Laureat Złotego Globu dla najlepszego aktora drugoplanowego za rolę w filmie Ben-Hur (1959).

## Życiorys

### Wczesne lata
Urodził się jako syn kanadyjskiego kierowcy "tira" Jamesa Alexandra Millara i Irlandki Marthy Boyd, był najmłodszym z dziewięciorga rodzeństwa. Ukończył Ballyclare High School i Hughes Commercial Academy.

### Kariera
Odkryty przez aktora Michaela Redgrave podczas pracy jako odźwierny w hotelu. Zaczął od występów w brytyjskich filmach, został zauważony w roli Lamberta we francusko-włoskim Rogera Vadima dramacie kryminalnym Księżycowi jubilerzy (Les bijoutiers du claire de lune, 1958) z Brigitte Bardot. Następnie udał się do Hollywood i pojawiły się jako aktor drugoplanowy w westernie Bravados (The Bravados, 1958) u boku Gregory Pecka i Joan Collins oraz melodramacie Wszystko co najlepsze (The Best of Everything, 1959) z Joan Crawford. Jego kreacja jako Messala w filmie Ben Hur (1959) została uhonorowana nagrodą Złotego Globa i nagrodą Golden Laurel.
Był pierwotnie wybrany do odegrania roli Marka Antoniusza w widowisku kinowym 20th Century Fox Josepha L. Mankiewicza Kleopatra (Cleopatra, 1963) z Elizabeth Taylor, ale ostatecznie wycofał się z tej produkcji, kiedy zobowiązał się do udziału w filmie Upadek Cesarstwa Rzymskiego (The Fall of the Roman Empire, 1964) z Sophią Loren, gdzie zagrał postać Liwiusza. W 1964 wystąpił u boku Omara Sharifa w filmie Dżingis chan.

### Życie prywatne
Spotykał się ze znanymi kobietami w Hollywood, w tym Anną Kashfi (ex-Marlona Brando), aktorką Joan Collins, gwiazdą telewizyjną i fotomodelką Playboya Marilyn Hanold i izraelską aktorką Eleną Eden. Był żonaty z Mariellą di Sarzana (od 30 sierpnia 1958 do 23 września 1958) i Elizabeth Mills (od 1977 do jego śmierci). Boyd miał głęboką i trwałą przyjaźń z francuską aktorką i ikoną Brigitte Bardot.
Zmarł 2 czerwca 1977 na atak serca w wieku 45 lat, grając w golfa na Porter Valley Country Club w Northridge, w stanie Kalifornia. Jego prochy pochowano w Oakwood Memorial Park.

## Filmografia
- 1956: Człowiek, którego nie było (The man, who never was) jako Patrick O’Reilly
- 1958: Bravados (The Bravados) jako Bill Zachary
- 1958: Księżycowi jubilerzy (Les Bijoutiers du clair de lune) jako Lambert
- 1959: Ben Hur jako Messala
- 1962: Bajeczny cyrk Billy Rose (Billy Rose's Jumbo) jako Sam Rawlins
- 1964: Upadek Cesarstwa Rzymskiego (The Fall of the Roman Empire) jako Liwiusz
- 1966: Fantastyczna podróż (Fantastic Voyage) jako Grant
- 1966: Biblia (The Bible: In the Beginning...) jako Nimrod
- 1970: Czarna brygada (Black Brigade) jako kapitan Beau Carter